# Edith Kihlgren
Edith Kihlgren, född 1866, död 1949, var en finländsk lärarinna. Hon undervisade i finska vid Nya svenska samskolan i Helsingfors. Hennes lärobok Pikku opas suomenkielen oppimiseen (1891) användes i de svenska skolorna i Finland.
Kihlgren var dotter till Fredrik Ferdinand Kihlgren och Gustava Elfving. 